# نیتا یوشی‌سوئه
نیتا یوشی‌سوئه (به ژاپنی: 得川義季 にった よしすえ); مرگ ۱۲۴۷ میلادی) سامورایی و گوکه‌نین، چهارمین پسر میناموتو نو یوشی‌شیگه، یک فئودال ژاپنی در اواخر دوره موروماچی و اوایل دوره کاماکورا بود. او جد خاندان ماتسودایرا و خاندان توکوگاوا بود.
به عنوان چهارمین پسر میناموتو نو یوشی‌شیگه (نیتا یوشیشیگه) به دنیا آمد. گفته می‌شود که او برادر کوچکتر نیتا یوشیکان از همان مادر است و گفته می‌شود که در میان خاندان نیتا جایگاه نسبتاً بالایی داشته است. پدرش میناموتو نو یوشی‌شیگه منطقه نیتا، گونما در ولایت کوزوکه (نیتا شوئن) و او ارباب شد. همچنین گفته می‌شود که او توکوگاوا-گو، در ناحیه نیتا را تصاحب کرد، و خود را «شیرو توکوگاوا» نامید.
پس از یوشی‌سوئه، پسر بزرگش یوریاری (شیروتارو شیمونو) منطقه توکوگاوا گو را به ارث برد و پسر دومش یوریجی سرادا سرادا گو را به ارث برد. گفته می‌شود که کودک دیگری به نام یوشیناری در «توکوگاوا میکی» داشت.